# Мартинес де Кампос, Арсенио
Арсе́нио Марти́нес де Ка́мпос (исп. Arsenio Martínez-Campos Antón; Сеговия, Испания, 14 декабря 1831 — Сараус, Испания, 23 сентября 1900) — испанский генерал и государственный деятель.

## Биография
Арсенио Мартинес де Кампос родился 14 декабря 1831 года в Сеговии.
В 1870-х годах успешно сражался с карлистами и подавлял восстание кантоналистов; способствовал воцарению Альфонса XII; в 1877 году принял начальство над испанскими войсками на острове Куба и покончил с тамошним восстанием. Обещания, данные им инсургентам, возбудили неудовольствие министра-президента Кановаса дель Кастильо, поэтому в марте 1879 года Мартинес сам принял управление государственными делами, чтобы защитить перед кортесами заключённое им соглашение. Он назначил популярного испанского поэта и писателя Хосе Сельгаса своим секретарём.
Мартинес де Кампос не имел успеха и сложил с себя должность министра-президента. При помощи Сагасты в 1881 году снова сверг министерство Кановаса дель Кастильо, принял в новом кабинете военное министерство и удержал его до октября 1883 года. Позже не раз был избираем президентом сената. В 1894 году заключил договор с Марокко, которым были удовлетворены все требования Испании. В 1895 году снова был послан на вновь возмутившуюся Кубу, где ему с самого начала пришлось бороться с большими затруднениями.
В 1896 году Мартинес де Кампос был уволен с должности главнокомандующего на острове Куба, так как вследствие недостатка войск и всеобщего возмущения против Испании он не мог подавить восстания, и быть может ещё более вследствие сделанного им правительству предложения произвести на острове реформы. С 1899 года — президент сената.
Арсенио Мартинес де Кампос скончался 23 сентября 1900 года в Сараусе.